# 8862 Takayukiota
8862 Takayukiota è un asteroide della fascia principale. Scoperto nel 1991, presenta un'orbita caratterizzata da un semiasse maggiore pari a 2,5581813 UA e da un'eccentricità di 0,2143925, inclinata di 5,56795° rispetto all'eclittica.
L'asteroide è dedicato all'astrofilo giapponese Takayuki Ota.